# Дом Чебоненко
Дом Чебоненко — историческое здание в городе Таганроге Ростовской области. Объект культурного наследия России регионального значения.

## История
Двухэтажный дом в Таганроге по Греческой улице, 71 с шестью окнами по фасаду построено в 1866 году на средства мариупольского купца Ивана Чебоненко. В свое время Чебоненко торговали конопляным маслом мелкими и крупными партиями, владели макаронной фабрикой. Пристройка с парадным входом в левой части здания выполнялась по отдельному чертежу в 1876 году.
До установления в Таганроге Советской власти дом принадлежал семье Паласовых, вначале купцу Савелию (Савве), а после его конины — его наследникам, с 1897 года — Ольге Юлиановне, супруге Георгия Саввича Паласова. Семья Паласовых специализировалась на оптовой торговле табаком. На нижнем этаже со своей семьей проживал следователь Виленского округа, штабс-капитан Николай Дмитриевич Аракин. Следователь был религиозным человеком, со своими детьми он регулярно посещал церковь. Брак с 24-летней Марией Николаевной Леонутовой Аракин оформил в Митрофаниевской церкви 20 апреля 1901 года в возрасте 38 лет.
В 1918 году в здании находился военный штаб по формированию артиллерийских батарей для частей Красной Армии. В годы Великой Отечественной войны, после освобождения города от немецкой оккупации 1 ноября 1943 года, в здании был открыт спецдетдом на сто мест. В этом заведении учились и жили дети бойцов Красной Армии, партизан Отечественной войны и советских работников, которые погибли в годы войны. В спецдетдоме воспитателем и музыкальным руководителем работала Павлина Павловна Гаврюшкина.
В настоящее время здание занимает банк «Таганрог».

## Архитектура
Фасад дома к настоящему времени оформлен со свойственной классицизму центрально-осевой схемой. Парадный вход расположен в левой стороне здания. Дом украшен аттиком, замковыми камнями, лепниной. Венчающий карниз поддерживается скульптурными изображениями. Окна имеют полукруглые арочные обрамления. Здание окрашено в светло-зелёный цвет, мелкие архитектурные детали выделены белым цветом. Проезд во двор здания оформлен ажурными металлическими воротами на столбах с колоннами.